# Kafirnigania
- Commons
- Wikispecies

Kafirnigania é um género botânico pertencente à família Apiaceae.
1. ↑  «Kafirnigania — World Flora Online». www.worldfloraonline.org. Consultado em 19 de agosto de 2020